# Château de la Mothe (Vicq)
Le château de la Mothe est un domaine du XIIe, remanié au XVe et au XVIIIe siècle situé à Vicq (France).

## Localisation
Le château est situé sur la commune de Vicq, dans le département de l'Allier, en région Auvergne-Rhône-Alpes. Il se trouve à la limite orientale du bourg de Vicq, après l'église, à gauche de la route de Saint-Bonnet-de-Rochefort. Il s'agit d'un château de plaine, bordé à l'ouest par le cours de la Veauce (petit affluent de la Sioule), qui joue le rôle de fossé sur ce côté.

## Historique
La construction date de la fin du XVe siècle, achevée entre 1450 et 1500 par Louis d'Arçon de Chauvigny, chambellan du duc de Bourbon.

### 1242 à 1449
À l’emplacement du château actuel se trouvait une ancienne motte castrale artificielle, avec une tour en bois entourée de profonds fossés en eau vive avec un pont-levis servant de passage, puis une palissade en bois, protégeant le seigneur, et une seconde palissade protégeant les communs (la ferme). Le premier seigneur connu est Guibert de Vic, chevalier et chambellan de Guillaume de Bourbon, en 1305. Étienne de Vicq dit Hugolin épouse Alasie de Vichy, leur fils Raoul de Vichy, homme d'armes du duc de Bourbon, épouse Edmée de Semur.

### Construction
La construction du château sur les bases de l'ancien château existant par la famille d'Arçon en 1449, Bertrand d'Arçon, écuyer et seigneur de la Motte d'Arçon, reconstruit le château en pierre et remplace les palissades en bois par des murs d'enceinte. La construction se termine vers 1500. Louis d'Arçon, chevalier, épouse Marie de Chouvigny de Blot en 1506 ; il transforme le château et fait édifier la chapelle carrée dans l'église Saint-Maurice, dédiée à la Vierge Marie, patronne de la châtelaine, et fait creuser son tombeau. En 1516, il est nommé capitaine de Lay en Beaujolais, cette nomination est datée de Chantelle du 27 août 1516. Il était très attaché à la cour de Chantelle, où il avait des fonctions auprès d'Anne de Beaujeu, fille ainée de Louis XI. Le château est vendu en 1632 à la famille de Montrognon de Salvert, en raison des dettes de Louise d'Auzon de Montravel (grand-mère de Louis d'Arçon).

### Époque moderne
Le 31 août 1632, le château est acheté par Antoine Montrognon de Salvert, maréchal des logis dans la compagnie des gardes de la marine. Son petit-fils Claude, seigneur de la Mothe d'Arçon, écuyer cavalcadour de Mme la Dauphine en 1689, puis écuyer ordinaire de Marie-Adélaïde de Savoie, devient ensuite gouverneur des pages de la grande Écurie du roi en 1705. Il épouse en août 1705 (en premières noces) Marie-Andrée Bréveau de Rédemont, nièce d'André Le Nôtre, et fait transformer le château pour plus de confort. Son fils François, écuyer de la reine Marie-Antoinette de 1775 à 1790, épouse en mai 1771 Angélique-Victoire de Vaucanson, fille de Jacques Vaucanson, inventeur des automates et inspecteur de manufactures royales. En novembre 1788, François et son frère vendent le château à Antoinette de La Chaussée.
Mme de la Chaussée reçoit le 21 juin 1794 la visite du citoyen Antoine Cariol, commissaire du district de Gannat, au nom de son directoire, afin d'inspecter les châteaux susceptibles d'être privés de leurs « signes de féodalité ».  Elle réussit à sauver les douves du château, grâce à une petite source qui coule dans les douves et qui alimentait un moulin en contrebas. Le châtelet d'entrée du château fut amputé de deux étages, ainsi que les tours à l’intérieur de la cour d’honneur. Le château resta aux mains des métayers pendant quatre-vingts ans. Le manque de soin fit plus de mal que la Révolution : le château était pratiquement ruiné.

### Époque contemporaine
En 1919, il est racheté par Louis Imbert, architecte, qui le restaure. À la fin du XXe siècle, il est ouvert aux visites par de nouveaux propriétaires, avec des salles animées par des mannequins reconstituant la vie du seigneur de Vicq et de sa famille au quotidien, ceci pour les salles du XVe siècle ; les salles du XVIIIe siècle étaient animées également par des mannequins en costume historique, représentant les principaux personnages qui ont vécu au château. En 2022, le château est vendu et privatisé. Il n'est plus ouvert à la visite et sert à des événements privés et professionnels.

## Description
Le château comprend la demeure et les communs, enserrés dans la même enceinte et entourés de fossés. L'accès s'effectue par une porte percée dans une tour carrée précédée d'un pont en pierre. Un pont-levis faisant suite au pont de pierre a été remplacé par une arche en pierre. La cour est occupée par le logis comprenant un rez-de-chaussée voûté, un premier étage et des combles couverts par une charpente en berceau. Un escalier à vis, placé dans une tour carrée au milieu de la façade sur cour, dessert les étages. La cour est entourée de dépendances surmontées d'une galerie en bois à poteaux moulurés.

## Protection aux monuments historiques
Le manoir de la Mothe est classé au titre des monuments historiques par arrêté du 13 novembre 1945 remplaçant une inscription par arrêté du 10 février 1944 qui a été annulée.